# Grote Raad van Graubünden
De Grote Raad van Graubünden (Duits: Grosse Rat, Italiaans: Gran Consiglio, Reto-Romaans: Cussegl grond) is het kantonsparlement van het kanton Graubünden. De Grote Raad vergadert in de hoofdstad Chur, heeft wetgevende bevoegdheden en bestaat uit 120 leden die via algemeen kiesrecht werden gekozen voor de duur van drie jaar, maar sinds 2006 is de termijn verlengd naar vier jaar. In ieder kiesdistrict wordt uitsluitend de persoon met de meeste stemmen afgevaardigd naar de Grote Raad. De laatste verkiezingen vonden op 10 juni (eerste ronde) en 1 juli (tweede ronde) 2018 plaats. Sinds 2023 wordt simultaan getolkt uit Duits, Italiaans en Retoromaans in Duits en Italiaans.

## Samenstelling Grote Raad
| Partij   | Partij   | 2003 | 2006 | 2010 | 2014 | 2018 |
| -------- | -------- | ---- | ---- | ---- | ---- | ---- |
|          | SP       | 13   | 14   | 13   | 16   | 19   |
|          | FDP      | 29   | 33   | 40   | 35   | 36   |
|          | CVP      | 40   | 35   | 32   | 31   | 30   |
|          | BDP      | -    | -    | 27   | 27   | 23   |
|          | SVP      | 33   | 32   | 4    | 9    | 9    |
| Overigen | Overigen | 5    | 6    | 8    | 2    | 3    |
| Totaal   | Totaal   | 120  | 120  | 120  | 120  | 120  |

De partijen staan, van links naar rechts, gerangschikt zoals ze in de Grote Raad van Ticino zetelen.

De grootste partij heeft de partijkleur als achtergrond.